# 梁润江
拿督梁润江（英語：Dato' Chris Leong Yann Kong，1975年8月22日—），马来西亚跌打正骨中医师暨马来西亚武术总会武术师。年少时曾是国家武术选手，代表过国家武术队参加第三届世界武术锦标赛。

## 成长经历

### 家族
梁润江来自一个武术世家，跌打推拿的手艺传承自祖父辈及父母，三代习武行医。
父亲梁瑞伦虽受英文教育，并担任过圣约翰学校的英文教师，却热衷于维护中华文化。 梁父与梁母萧凤娣跟随过谢勤宗师与蛋伯学习武术与跌打医术，夫妻两人在吉隆坡创立“谢勤梁氏（合拳道）健身学院”，至今有53年历史。
梁的兄弟姐妹共有四人，姐弟等人自幼耳濡目染学习医术与武术。 大姐梁润萍亦曾是武术国手，现与夫婿谢佑乐在澳洲墨尔本开馆；大哥梁原彰与兄嫂林淑珍经营“梁氏祖传跌打驳骨医馆”；二哥梁原铭经营“合拳道跌打驳骨医馆”；梁排行老么，本身与妻子合创“华陀跌打馆”，及后又创立“CLM跌打正骨馆”。后辈等人自幼也跟随父辈学习跌打及武术。

### 年少时期
梁自幼开始学习推拿及武术，早年就开始替病人治疗伤痛。 年少时曾是武术体育选手，参加过国内外的多项比赛；1995年，代表国家队参加第三届世界武术锦标赛“套路－男子长拳”项目，获得佳绩。

### 创业时期
1997年，梁父逝世； 1998年，梁从武术队退役。退役以后，梁开始推广狮艺体育文化； 及后，创立“华陀跌打”，开馆授徒。
2016年7月开始，梁在世界各国进行“世界推拿之旅”，发扬跌打医术。 2017年，梁再创立“CLM跌打正骨”，“CLM”意指“Chris Leong Method”。同时，因在脸书直播推拿片段而网络爆红。
梁行医收费不菲，坊间有“跌打神医”之称，号称“一分钟治好五十肩”，不少高官政要和娱乐圈名人皆慕名相邀。

## 事件
2019年1月8日，梁与其19名学徒因涉嫌违反居留许可规定，遭印尼法律和人权部巨港区域办事处逮捕；据《苏南论坛日报》报导，他们仅持有游客签证，却在酒店内进行商业治疗服务。 3月10日，梁与其学徒获释并回返马来西亚。 2019年9月，揭发家庭纠纷，与妻子发生争执。

## 荣誉
2017年11月27日，《Entrepreneur Insights》杂志选为“2017年度100位最具影响力青年企业家”（The 100 Most Influential Young Entrepreneurs 2017）。
2018年7月17日，马来西亚中医师暨针灸联合总会（医总）举办首届金医奖，获得“金医卓越贡献大奖”； 8月18日，彭亨苏丹阿末沙华诞，获颁“Darjah Indera Mahkota Pahang（DIMP）”勋章，册封“拿督”头衔；11月11日，获得马来西亚脊柱健康联盟总会第二届金脊奖颁予“金脊卓越贡献奖”及“脊柱健康之星”。